# Величка (Полша)
 Тази статия е за града в Полша.  За селото в България вижте Величка.  
Величка (на полски: Wieliczka) е град в Южна Полша, Малополско войводство. Административен център е на Велички окръг и на градско-селската Величка община. Заема площ от 13,41 km².

## География
Градът се намира в историческия регион Малополша. Разположен е на около 17 km от Краков.

## История
Споменава се за първи път в папски документ от 1125 г. През 1290 г. е обявен за град от Пшемисъл II. При Първата подялба на Полша е присъден на Хабсбургската империя, в чийто състав остава под името Грос Залце (на немски: Groß Salze) до 1918 г.

## Население
Според данни от полската Централна статистическа служба, към 1 януари 2014 г. населението на града възлиза на 21 318 души. Гъстотата е 1 590 души/km².

## Солна мина
Обявена за защитена от ЮНЕСКО. След изчерпването на солните източници на повърхността през средата на 13 век, започва търсенето на подземни солни залежи (солни кристали). Първият тунел в мината е прокопан през 1280 г. Оттогава насам шахтите, заедно с природните образувания (подземни езера и проходи), са разширени на обща дължина 300 km на 9 етажа, достигащи 327 m под земята. През 15 век се появяват първите дървени машини, а от 17 век се използват и коне за транспорт на изкопаната сол. Търговията със сол носи на тогавашното кралство до 30% от приходите му. Туристите обикновено се допускат до 130 m под земята.
Много известни личности посещават мината от създаването ѝ, някои от които са Коперник, Гьоте, Хумболт, Менделеев, папа Йоан Павел II.
Галериите ѝ са пълни със скулптури от солни кристали, изработени със завидно майсторство. Поради влажния въздух, който издишват посетителите, много произведения се деформират и оцветяват. Новите вентилационни системи позволяват поне в главните зали изсушване на въздуха. В подземните зали се намират катедрали, параклиси, езера и изложби. Някои зали могат да се наемат за екстравагантно празнуване. Издълбана в гигантски кристал от зелена сол е и дългата 54 m капела на света княгиня Кинга.
В 1918 г. мината се национализира.
През Втората световна война мината се използва за склад на запаси.
От 1993 г. добивът в мината е прекратен и мината става изключително туристически обект.
Солната мина „Величка“ е една от най-старите на планетата. Средногодишната ѝ температура е от 14 до 16 градуса по Целзий. Наситеният със солни изпарения въздух става причина на дълбочина от 135 метра да заработи санаториум за хора с дихателни заболявания.

## Личности
- Тадеуш Айдукевич, полски художник
- Павел Мончивода (р. 1967), бас китарист

## Побратимени градове
- Бергкамен, Германия
- Литовел, Чехия
- Сейнт Андре ле Лил, Франция
- Сесто Фиорентино, Италия